# 胎生蜥蜴
胎生蜥蜴（学名：Lacerta vivipara）为蜥蜴科蜥蜴属的爬行动物。分布于从欧洲向北至北纬73°、向东到俄罗斯、蒙古、日本以及中国大陆的新疆、黑龙江等地，主要生活于针叶林边缘开阔地以及林间草甸或沼泽地带。其生存的海拔范围为280至450米。该物种的模式产地在奥地利维也纳西南。

## 保护
本种于2023年被收录入《有重要生态、科学、社会价值的陆生野生动物名录》。